# فرناندو بولنس
فرناندو بولنس (اسپانیایی: Fernando Bulnes‎؛ زادهٔ ۲۱ اکتبر ۱۹۴۶) بازیکن فوتبال اهل هندوراس بود.
از باشگاه‌هایی که در آن بازی کرده‌است می‌توان به باشگاه فوتبال دپورتیوو المپیا اشاره کرد.
وی همچنین در تیم ملی فوتبال هندوراس بازی کرده‌است.